# Eniwa
Eniwa (恵庭市?, Eniwa-shi) è una città del Giappone che ricade sotto la giurisdizione della sottoprefettura di Ishikari. È situata nella zona occidentale della prefettura di Hokkaidō.

## Clima
| Eniwa (1991-2020) Fonte: JMA     | Mesi         | Mesi         | Mesi         | Mesi         | Mesi        | Mesi        | Mesi        | Mesi        | Mesi        | Mesi        | Mesi         | Mesi         | Stagioni | Stagioni | Stagioni | Stagioni | Anno    |
| Eniwa (1991-2020) Fonte: JMA     | Gen          | Feb          | Mar          | Apr          | Mag         | Giu         | Lug         | Ago         | Set         | Ott         | Nov          | Dic          | Inv      | Pri      | Est      | Aut      | Anno    |
| -------------------------------- | ------------ | ------------ | ------------ | ------------ | ----------- | ----------- | ----------- | ----------- | ----------- | ----------- | ------------ | ------------ | -------- | -------- | -------- | -------- | ------- |
| T. max. media (°C)               | −1,5         | −0,6         | 3,4          | 10,7         | 16,7        | 20,2        | 23,7        | 25,1        | 21,9        | 15,7        | 8,1          | 1,0          | −0,4     | 10,3     | 23,0     | 15,2     | 12,0    |
| T. media (°C)                    | −6,2         | −5,5         | −0,9         | 5,4          | 11,1        | 15,2        | 19,1        | 20,6        | 16,8        | 10,2        | 3,4          | −3,5         | −5,1     | 5,2      | 18,3     | 10,1     | 7,1     |
| T. min. media (°C)               | −12,8        | −12,5        | −6,5         | 0,1          | 5,9         | 11,1        | 15,7        | 16,9        | 11,8        | 4,4         | −1,6         | −9,2         | −11,5    | −0,2     | 14,6     | 4,9      | 1,9     |
| T. max. assoluta (°C)            | 7,6 (1983)   | 7,6 (2009)   | 14,8 (2021)  | 25,7 (2014)  | 31,4 (2019) | 31,1 (2014) | 34,0 (2019) | 34,3 (1999) | 31,8 (2010) | 25,2 (2021) | 20,5 (2003)  | 14,5 (1989)  | 14,5     | 31,4     | 34,3     | 31,8     | 34,3    |
| T. min. assoluta (°C)            | −26,8 (1990) | −26,9 (1996) | −21,1 (2005) | −12,6 (1984) | −2,5 (1993) | 0,7 (1981)  | 7,0 (1988)  | 6,0 (1979)  | 0,2 (1980)  | −4,6 (2006) | −15,1 (1984) | −22,0 (2002) | −26,9    | −21,1    | 0,7      | −15,1    | −26,9   |
| Giorni di calura (Tmax ≥ 30 °C)  | 0,0          | 0,0          | 0,0          | 0,0          | 0,0         | 0,2         | 1,1         | 2,2         | 0,2         | 0,0         | 0,0          | 0,0          | 0,0      | 0,0      | 3,5      | 0,2      | 3,7     |
| Giorni di gelo (Tmin ≤ 0 °C)     | 30,9         | 28,1         | 28,6         | 15,1         | 1,5         | 0,0         | 0,0         | 0,0         | 0,0         | 4,6         | 20,8         | 29,7         | 88,7     | 45,2     | 0,0      | 25,4     | 159,3   |
| Giorni di ghiaccio (Tmax ≤ 0 °C) | 20,9         | 15,8         | 5,1          | 0,0          | 0,0         | 0,0         | 0,0         | 0,0         | 0,0         | 0,0         | 1,2          | 13,4         | 50,1     | 5,1      | 0,0      | 1,2      | 56,4    |
| Precipitazioni (mm)              | 53,1         | 52,7         | 53,5         | 56,9         | 82,4        | 85,5        | 107,0       | 153,8       | 152,1       | 109,1       | 87,9         | 67,4         | 173,2    | 192,8    | 346,3    | 349,1    | 1 061,4 |
| Giorni di pioggia                | 12,9         | 11,9         | 12,1         | 9,9          | 10,4        | 8,6         | 10,3        | 11,2        | 11,5        | 12,1        | 12,8         | 12,0         | 36,8     | 32,4     | 30,1     | 36,4     | 135,7   |
| Nevicate (cm)                    | 155          | 140          | 96           | 8            | 0           | 0           | 0           | 0           | 0           | 1           | 19           | 116          | 411      | 104      | 0        | 20       | 535     |
| Giorni di neve                   | 18,4         | 16,1         | 11,8         | 1,0          | 0,0         | 0,0         | 0,0         | 0,0         | 0,0         | 0,0         | 2,1          | 13,1         | 47,6     | 12,8     | 0,0      | 2,1      | 62,5    |
| Ore di soleggiamento mensili     | 102,7        | 109,1        | 151,0        | 171,3        | 179,4       | 151,8       | 135,2       | 143,5       | 156,6       | 148,6       | 111,5        | 96,4         | 308,2    | 501,7    | 430,5    | 416,7    | 1 657,1 |
| Vento (direzione-m/s)            | NNW 1,9      | NNW 2,1      | S 2,5        | S 3,1        | S 2,8       | S 2,3       | S 2,1       | S 1,9       | S 1,7       | S 1,8       | S 2,1        | NNW 1,8      | 1,9      | 2,8      | 2,1      | 1,9      | 2,2     |